# Buttplug
En buttplug el. analplug er et sexlegetøj til indsættelse i anus eller rectum. På mange måder minder de om dildoer, men de er som regel kortere og har en ende der buer udaf for at forhindre den fra at gå ind i rectum og forsvinde.
Brugere af buttplugs inkluderer mænd og kvinder af alle seksuelle orienteringer. 
I modsætning til skeden, som er lukket af ved livmoderhalsen, fortsætter rectum i sigmoideum (den nedre del af tyktarmen). Objekter der indsættes i rectum kan derfor bevæge sig op i tarmen: den buede ende på en buttplug eksisterer for at forhindre dette.
- Wikimedia Commons har flere filer relateret til Buttplug

| Sex | Spire Denne artikel om sex eller sexologi er en spire som bør udbygges. Du er velkommen til at hjælpe Wikipedia ved at udvide den. |